# Deutsche Amphibolin-Werke
Die DAW SE (Deutsche Amphibolin-Werke von Robert Murjahn) ist heute die Dachgesellschaft der aus ihr hervorgegangenen Caparol-Gruppe. Das Unternehmen war 2007 das viertgrößte Unternehmen der Farben- und Lackbranche in Deutschland. Auf Dispersionsfarben bezogen ist es der größte Hersteller in Deutschland und das viertgrößte Unternehmen dieser Art in Europa.
Das bekannteste Produkt ist die 1909 patentierte Innenraumfarbe Alpinaweiß. Die Handelsmarke Alpina wurde mehrfach als Superbrand Germany ausgezeichnet.

## Geschichte
Das Unternehmen Deutsche Amphibolin-Werke von Robert Murjahn wurde 1895 von Ernst Murjahn in Ober-Ramstadt gegründet. Bereits 1885 hatte das Hamburger Handelsunternehmen Ernst Murjahn & Sohn, das Robert Murjahns Bruder Eduard und seinem Vater Ernst gehörte, im Odenwald Schürfrechte für Mangan erworben, allerdings wurden bei Probebohrungen nur die zur Amphibolgruppe gehörenden Hornblende-Minerale (Calcium-Amphibole) entdeckt. 1889 schloss Eduard Murjahn erste Verträge zur Förderung des Amphibols ab und begann mit der Erprobung von Verfahren zur Aufbereitung dieses Minerals zur Farbenproduktion. Das Unternehmen hatte seinen Hauptsitz zunächst in Hamburg, unter der Adresse Große Burstah 5. Vermarktet wurde das Material an Maler- und Töpferbetriebe sowie die Gummi- und die Celluloseindustrie. Auch als Löschmittel wurde Amphibolin beworben. Das Unternehmen vertrieb zudem Dachpappe und Leinwand mit einer Beschichtung aus dem Material.
Nachdem Eduard Murjahn 1889 zur Verarbeitung der Hornblende das Unternehmen Deutsche Amphibolin-Werke von Eduard Murjahn in Ernsthofen im Odenwald gegründet hatte, siedelte die Familie 1895 nach Ober-Ramstadt über und gründete dort das Unternehmen Deutsche Amphibolin-Werke von Robert Murjahn. Robert Murjahn hatte 1894 ein Verputzpulver auf Basis von Kalk und Kreide entwickelt, das nun in Ober-Ramstadt hergestellt und unter dem Namen Murjahns Verputz-Anstrich-Pulver vermarktet wurde. Im Jahr 1901 wurde mit der Produktion von Pulverfarbe aus geleimter Kreide begonnen, die ab 1909 unter dem Namen Alpinaweiß vertrieben wurde. Das gleichnamige Unternehmen in Hamburg wurde Anfang 1895 liquidiert.
1928 entwickelte Robert Murjahn jun. – Sohn des Gründers Robert Murjahn und seit 1926 im Unternehmen tätig – das Emulsionsbindemittel Caparol, dessen Name sich aus den Hauptbestandteilen Casein, Paraffin und Oleum (einem chinesischen Holzöl) ergab. Dieses neue Produkt war Grundlage für die nun entstehende Emulsionsbindertechnik im Malerhandwerk. Ab 1936 wurde auch eine Acryldispersion anstelle von Öl bei Caparol eingesetzt. 1938 trat Robert Murjahn jun. in das als Offene Handelsgesellschaft organisierte Unternehmen ein. 1940 starb der Unternehmensgründer.
In den 1950er Jahren führte das Unternehmen zahlreiche neue Produkte ein. 1953 wurde das Glanzüberzugsmittel Capaplex auf den Markt gebracht, 1956 Murjahns Latexfarbe, die erste streichfertige Dispersionslatexfarbe. 1957 wurde in Ober-Ramstadt die Disbon GmbH gegründet, die für die Vermarktung der Palette an Abtönfarben unter dem Namen AVA zuständig war. Die Disbon GmbH vermarktete ab 1963 auch die Fassadenfarbe Duparol.
1966 wurde die im österreichischen Perg ansässige Synthesa übernommen. In den 1960er Jahren stieg die DAW zum größten Farbenhersteller in Deutschland auf. In der Folgezeit präsentierte die DAW weitere Neuerungen, unter anderem das Farbmischsystem Alpinacolor, den Acryllack Capacryl und das Silikatfarben-Sortiment Sylitol. 1973 starb Robert Murjahn, sein Sohn Klaus Murjahn übernahm die Leitung der DAW. In den 1980er Jahren wurde das Vertriebssystem der DAW modernisiert. Hierzu gründete das Unternehmen 1981 die für die Vermarktung von Dämm- und Verputzsysteme zuständige Capatect Dämmsysteme GmbH & Co. Energietechnik KG in Ober-Ramstadt.
1983 erfolgte die Gründung der Alpina Farben Vertriebs-GmbH & Co. KG, welche die Farbenprodukte rund um das Alpinaweiss für den Heimwerkermarkt vertreibt. 1984 wurde für die Caparol-Farben das neue Logo des gestreiften Elefanten eingeführt, das heute das Markenzeichen für die gesamte Gruppe darstellt. 1989 wurde der Konzernumbau abgeschlossen, die DAW ist seitdem eine Holding für die Vertriebsgesellschaften Caparol (als Caparol Farben GmbH & Co KG ebenfalls 1989 gegründet, zuständig für den professionellen Farbenmarkt rund um die Caparol-Dispersionsfarben), Capatect, Disbon und Alpina. 1990 wurde die Fries-Burgholzer GesmbH, ein Hersteller von mineralischen Putzen, mit Sitz in Perg (Österreich) übernommen. 1992 wurde von der Treuhandanstalt die Lacufa AG mit Sitz in Berlin übernommen, die auch auf dem russischen Markt aktiv ist. Im Jahr 1995 übernahm der Caparol-Teilkonzern die Alligator-Farbwerke GmbH & Co. KG.
Im Jahr 1996 ging im Stammwerk in Ober-Ramstadt die modernste Dispersionsfarbenfabrik Europas in Betrieb. Täglich werden hier 1400 Tonnen, in Spitzenzeiten auch 2000 Tonnen Farbe hergestellt. Damit ist diese Anlage eine der größten weltweit. 1998 wurde die schwedische Farbenfabrik AB N. Haglund Färgindustri akquiriert. Ab 2000 wurde ein neues Vertriebskonzept eingeführt und die vormals eigenständigen Linien Caparol, Capatect und Disbon zur Vertriebstochter Caparol Farben Lacke Bautenschutz zusammengefasst. In den folgenden Jahren wurde das Unternehmen zunehmend internationalisiert, es wurden nun auch Produktionsstätten in Russland, Italien, Frankreich und China eröffnet.

## Organisation
Die Caparol-Gruppe ist noch heute vollständig im Besitz der Familie Murjahn. Die Führung der Unternehmensaktivitäten geschieht über die Deutschen Amphibolin-Werke von Robert Murjahn Stiftung & Co KG mit dem Vorstandsvorsitzenden Ralf Murjahn. Sie dient als Holding für die heute in, wie folgt, sechs Teilbereiche gegliederte Gruppe:
- Profi-Geschäft: Caparol, Alligator, Alsecco, Lithodecor und Meldorfer
- DIY-Geschäft (Do it yourself): Alpina Farben, Krautol, Clou und Rühl
- Handelsgeschäft: CMS (Caparol Marketing Service)
- Ausland: Koordination der Auslandstochterunternehmen (unter anderem DAW France) in 30 Ländern und Lizenzvergabe
- Industriegeschäft: CIS (Caparol Industrial Solutions). Vertrieb an Industriekunden
- Mal- und Künstlerfarben: Nerchau Mal- und Künstlerfarben wurde 2009 an LUKAS verkauft und ist nicht mehr im Besitz der DAW